# Hanžeković Memorial 2021
Das 71. Hanžeković Memorial war eine Leichtathletik-Veranstaltung, die am 13. und 14. September 2021 im Sportski Park Mladost in der kroatischen Hauptstadt Zagreb stattfand. Die Veranstaltung war Teil der World Athletics Continental Tour und zählte zu den Gold-Meetings, der höchsten Kategorie dieser Leichtathletik-Serie.

## Resultate

### Männer

#### 100 m
| Platz | Athlet          | Land | Zeit (s) |
| ----- | --------------- | ---- | -------- |
| 1     | Marvin Bracy    | USA  | 09,86    |
| 2     | Ronnie Baker    | USA  | 09,97    |
| 3     | Trayvon Bromell | USA  | 10,03    |
| 4     | Kyree King      | USA  | 10,17    |
| 5     | Julian Forte    | JAM  | 10,20    |
| 6     | Tommy Ramdhan   | GBR  | 10,29    |
| 7     | Enoch Adegoke   | NGR  | 10,88    |
|       | Jimmy Vicaut    | FRA  | DNF      |

Wind: +0,8 m/s

#### 400 m
| Platz | Athlet         | Land | Zeit (s) |
| ----- | -------------- | ---- | -------- |
| 1     | Kirani James   | GRN  | 44,46 MR |
| 2     | Isaac Makwala  | BOT  | 45,15    |
| 3     | Edoardo Scotti | ITA  | 45,30 SB |
| 4     | Patrik Šorm    | CZE  | 45,41 PB |
| 5     | Dylan Borlée   | BEL  | 46,25    |
| 6     | Šimon Bujna    | SVK  | 46,73    |
| 7     | Mateo Ružić    | CRO  | 47,53    |
|       | Luka Janežič   | SVN  | DNS      |

#### 800 m
| Platz                        | Athlet             | Land | Zeit (min) |
| ---------------------------- | ------------------ | ---- | ---------- |
| 1                            | Cătălin Tecuceanu  | ROU  | 1:44,93 NR |
| 2                            | Daniel Rowden      | GBR  | 1:44,98    |
| 3                            | Elliot Giles       | GBR  | 1:45,01    |
| 4                            | Peter Bol          | AUS  | 1:45,31    |
| 5                            | Andreas Kramer     | SWE  | 1:45,53    |
| 6                            | Michael Saruni     | KEN  | 1:45,60    |
| 7                            | Elias Ngeny        | KEN  | 1:45,81    |
| 8                            | Thomas Randolph    | GBR  | 1:45,83    |
| 9                            | Žan Rudolf         | SVN  | 1:46,26    |
| 10                           | Abedin Mujezinović | BIH  | 1:46,57    |
| 11                           | Efrem Mekonnen     | ETH  | 1:47,18    |
| 12                           | Wesley Vázquez     | PUR  | 1:47,52 SB |
|                              | Amel Tuka          | BIH  | DNF        |
| Patryk Sieradzki (Pacemaker) | POL                | DNF  |            |

#### 110 m Hürden
| Platz | Athlet                | Land | Zeit (s) |
| ----- | --------------------- | ---- | -------- |
| 1     | Devon Allen           | USA  | 12,99 PB |
| 2     | Ronald Levy           | JAM  | 13,11    |
| 3     | Hansle Parchment      | JAM  | 13,12    |
| 4     | Petr Svoboda          | CZE  | 13,51    |
| 5     | David King            | GBR  | 13,56    |
| 6     | Keiso Pedriks         | EST  | 13,63 PB |
| 7     | Vladimir Vukicevic    | NOR  | 13,65    |
| 8     | Giuseppe Mattia Filpi | ITA  | 14,53    |

Wind: +0,7 m/s

#### 3000 m Hindernis
| Platz                         | Athlet             | Land | Zeit (min) |
| ----------------------------- | ------------------ | ---- | ---------- |
| 1                             | Getnet Wale        | ETH  | 8:12,01    |
| 2                             | Abrham Sime        | ETH  | 8:14,46    |
| 3                             | Ibrahim Ezzaydouni | ESP  | 8:14,86 SB |
| 4                             | James Mwanzia      | KEN  | 8:27,26 PB |
| 5                             | Matthew Hughes     | CAN  | 8:28,14    |
| 6                             | Tom Erling Kårbø   | NOR  | 8:28,26 SB |
| 7                             | Amos Kirui         | KEN  | 8:36,98    |
| 8                             | Jáchym Kovář       | CZE  | 8:48,67    |
| 9                             | Bruno Belčić       | CRO  | 8:59,28    |
| 10                            | Lovro Nedeljković  | CRO  | 9:13,55    |
|                               | Mohamed Tindouft   | MAR  | DNF        |
| Albert Chemutai (Pacemaker)   | UGA                | DNF  |            |
| Wilberforce Kones (Pacemaker) | KEN                | DNF  |            |

#### Stabhochsprung
| Platz | Athlet              | Land | Höhe (m) |
| ----- | ------------------- | ---- | -------- |
| 1     | KC Lightfoot        | USA  | 5,87 MR  |
| 2     | Sam Kendricks       | USA  | 5,82     |
| 3     | Kurtis Marschall    | AUS  | 5,82 PB  |
| 4     | Valentin Lavillenie | FRA  | 5,82 =PB |
| 5     | Christopher Nilsen  | USA  | 5,82     |
| 6     | Simen Guttormsen    | NOR  | 5,62 =PB |
| 7     | Robert Renner       | SVN  | 5,42     |
| 8     | Ivan Horvat         | CRO  | 5,42 SB  |

#### Kugelstoßen
| Platz | Athlet           | Land | Weite (m) |
| ----- | ---------------- | ---- | --------- |
| 1     | Ryan Crouser     | USA  | 22,84 MR  |
| 2     | Tomas Walsh      | NZL  | 22,39     |
| 3     | Joe Kovacs       | USA  | 21,70     |
| 4     | Armin Sinančević | SRB  | 21,45     |
| 5     | Filip Mihaljević | USA  | 21,26     |
| 6     | Josh Awotunde    | USA  | 21,19     |
| 7     | Nick Ponzio      | ITA  | 20,69     |
| 8     | Tomáš Staněk     | CZE  | 20,41     |
| 9     | O’Dayne Richards | JAM  | 19,50     |
| 10    | Andrei Toader    | ROU  | 18,84     |

#### Diskuswurf
| Platz | Athlet              | Land | Weite (m) |
| ----- | ------------------- | ---- | --------- |
| 1     | Daniel Ståhl        | SWE  | 67,79     |
| 2     | Lukas Weißhaidinger | AUT  | 66,21     |
| 3     | Kristjan Čeh        | SVN  | 65,17     |
| 4     | Simon Pettersson    | SWE  | 64,77     |
| 5     | Fedrick Dacres      | JAM  | 64,69     |
| 6     | Lawrence Okoye      | GBR  | 64,46     |
| 7     | Martin Marković     | CRO  | 62,36     |
| 8     | János Huszák        | HUN  | 62,18     |

### Frauen

#### 200 m
| Platz | Athlet               | Land | Zeit (s) |
| ----- | -------------------- | ---- | -------- |
| 1     | Christine Mboma      | NAM  | 22,04 MR |
| 2     | Shericka Jackson     | JAM  | 22,30    |
| 3     | Anthonique Strachan  | BAH  | 23,05    |
| 4     | Shashalee Forbes     | JAM  | 23,37    |
| 5     | Moa Hjelmer          | SWE  | 23,58    |
| 6     | Line Kloster         | NOR  | 23,86    |
| 7     | Maja Mihalinec Zidar | SVN  | 24,00    |
| 7     | Veronika Drljačić    | CRO  | 24,43    |

Wind: +0,3 m/s

#### 2000 m
| Platz                         | Athlet                     | Land | Zeit (min) |
| ----------------------------- | -------------------------- | ---- | ---------- |
| 1                             | Francine Niyonsaba         | BDI  | 5:21,56 WR |
| 2                             | Freweyni Gebreezibeher     | ETH  | 5:25,86 NR |
| 3                             | Dawit Seyaum               | ETH  | 5:32,40    |
| 4                             | Kristiina Mäki             | CZE  | 3:36,06 NR |
| 5                             | Swetlana Aplatschkina      | ANA  | 5:36,30    |
| 6                             | George Mills               | GBR  | 3:36,72 PB |
| 7                             | Mercy Cherono              | KEN  | 5:37,00    |
| 8                             | Klara Lukan                | SVN  | 5:40,91 NR |
| 9                             | Johan Rogestedt            | SWE  | 3:37,56 SB |
| 10                            | Elisa Bortoli              | ITA  | 5:44,15 PB |
| 11                            | Meraf Bahta                | SWE  | 5:47,17    |
| 12                            | Sara Christiansson         | SWE  | 5:48,57 PB |
|                               | Maja Pačarić (Pacemakerin) | CRO  | DNF        |
| Esther Guerrero (Pacemakerin) | ESP                        | DNF  |            |

#### 100 m Hürden
| Platz             | Athlet          | Land | Zeit (s) |
| ----------------- | --------------- | ---- | -------- |
| 1                 | Tobi Amusan     | NGR  | 12,61    |
| 2                 | Klaudia Siciarz | POL  | 13,02    |
| 3                 | Reetta Hurske   | FIN  | 13,13    |
| 4                 | Luca Kozák      | HUN  | 13,20    |
| 5                 | Ivana Lončarek  | CRO  | 13,52    |
|                   | Sarah Lavin     | IRL  | DSQ      |
| Christina Clemons | USA             | DNF  |          |
| Grit Šadeiko      | EST             | DNS  |          |

Wind: +0,3 m/s

#### 400 m Hürden
| Platz | Athlet            | Land | Zeit (s) |
| ----- | ----------------- | ---- | -------- |
| 1     | Gianna Woodruff   | PAN  | 54,67    |
| 2     | Hanna Ryschykowa  | UKR  | 54,87    |
| 3     | Janieve Russell   | JAM  | 55,45    |
| 4     | Ayomide Folorunso | ITA  | 55,56    |
| 5     | Melissa González  | COL  | 55,63    |
| 6     | Agata Zupin       | SVN  | 56,70 SB |
| 7     | Ida Šimunčić      | CRO  | 60,31    |
|       | Line Kloster      | NOR  | DNF      |

#### Dreisprung
| Platz | Athletin          | Land | Weite (m) |
| ----- | ----------------- | ---- | --------- |
| 1     | Shanieka Ricketts | JAM  | 14,77 MR  |
| 2     | Neja Filipič      | SWE  | 14,37 PB  |
| 3     | Senni Salminen    | FIN  | 14,24     |
| 4     | Thea LaFond       | DMA  | 14,17     |
| 5     | Ottavia Cestonaro | ITA  | 13,77     |
| 6     | Paola Borović     | CRO  | 13,58 SB  |
| 7     | Marija Sinej      | UKR  | 12,43     |

#### Diskuswurf
| Platz | Athletin           | Land | Weite (m) |
| ----- | ------------------ | ---- | --------- |
| 1     | Valarie Allman     | USA  | 69,63     |
| 2     | Sandra Perković    | CRO  | 66,48     |
| 3     | Shadae Lawrence    | JAM  | 60,80     |
| 4     | Julia Harting      | GER  | 59,06     |
| 5     | Lisa Brix Pedersen | DEN  | 57,87     |
| 6     | Marija Tolj        | CRO  | 57,66     |
| 7     | Wioletta Ignatjewa | ANA  | 56,25     |
| 8     | Dragana Tomašević  | SRB  | 55,94     |

#### Speerwurf
| Platz | Athletin         | Land | Weite (m) |
| ----- | ---------------- | ---- | --------- |
| 1     | Madara Palameika | LAT  | 63,25 SB  |
| 2     | Adriana Vilagoš  | SRB  | 62,36 PB  |
| 3     | Réka Szilágyi    | HUN  | 58,56     |
| 4     | Sanne Erkkola    | FIN  | 58,45     |
| 5     | Sara Kolak       | CRO  | 57,72     |
| 6     | Veronika Šokota  | CRO  | 54,22     |
| 7     | Angéla Moravcsik | HUN  | 50,58     |